# (8887) Scheeres
(8887) Scheeres (1994 LK1) – planetoida z pasa głównego asteroid okrążająca Słońce w ciągu 4,11 lat w średniej odległości 2,57 au. Odkryta 9 czerwca 1994 roku.